# Apanteles hemerobiellicida
Apanteles hemerobiellicida är en stekelart som beskrevs av Fischer 1966. Apanteles hemerobiellicida ingår i släktet Apanteles och familjen bracksteklar. Inga underarter finns listade i Catalogue of Life.